# Heliconia rostrata
Heliconia rostrata är en enhjärtbladig växtart som beskrevs av Hipólito Ruiz López och Pav.. Heliconia rostrata ingår i släktet Heliconia och familjen Heliconiaceae. Inga underarter finns listade.

## Bildgalleri

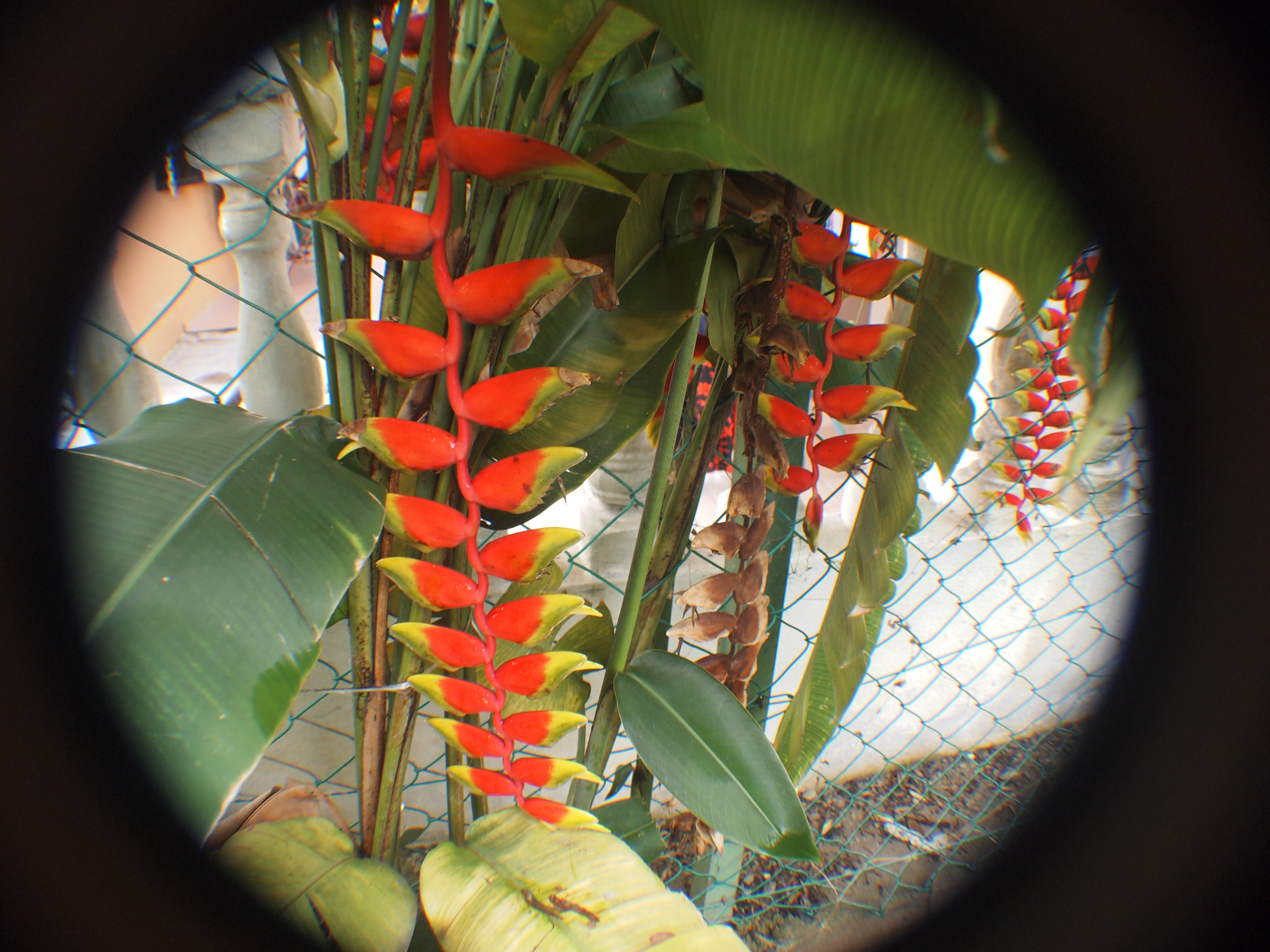
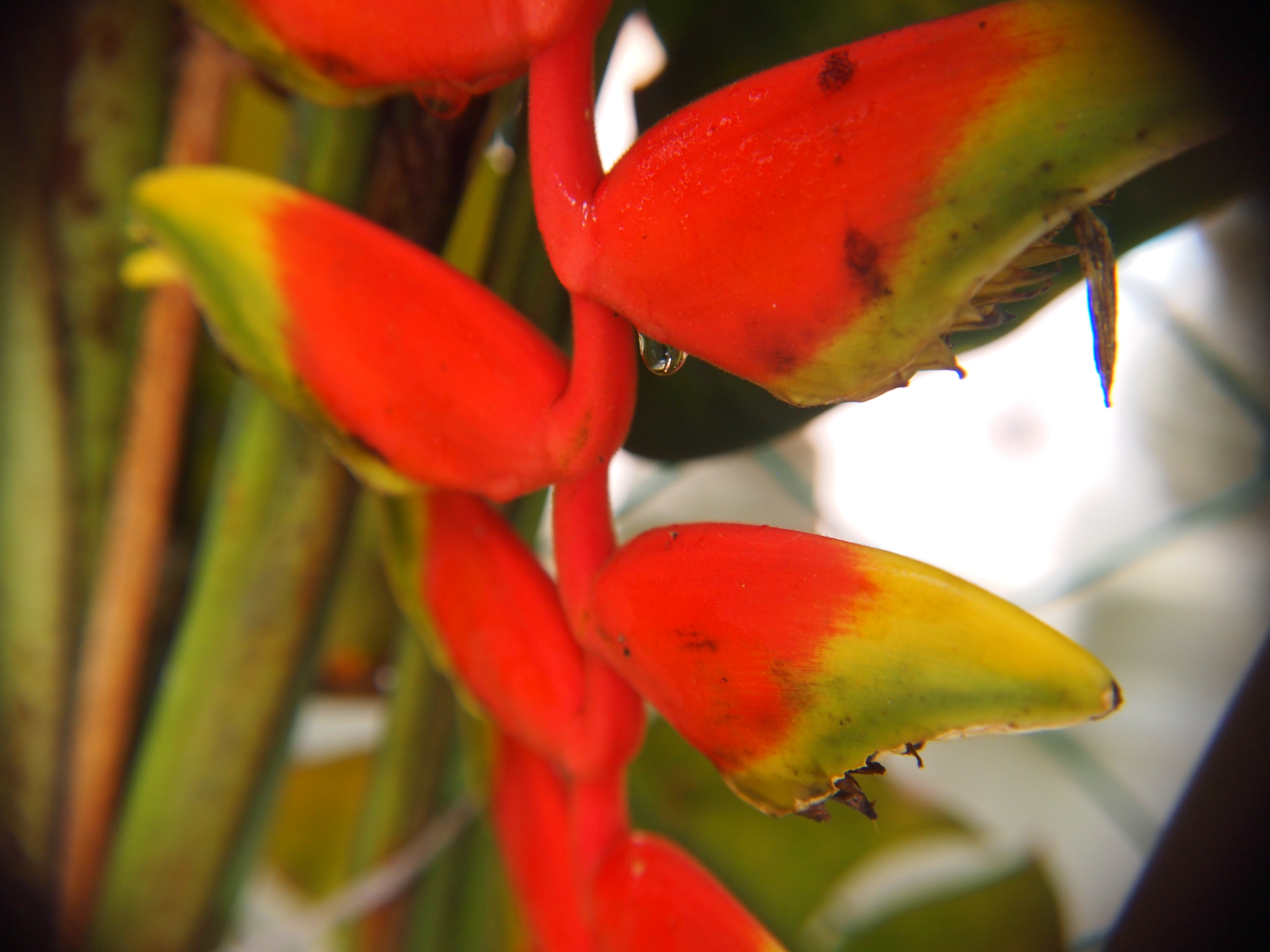